# McDonald's
McDonald’s Corporation je společnost provozující jeden z největších světových řetězců rychlého občerstvení. Byla založena v roce 1940 bratry McDonaldovými, kteří svůj první stánek otevřeli v Kalifornii. Její rozmach však začal až v roce 1955, kdy ji převzal podnikatel Ray Kroc, který byl synem českých emigrantů. V roce 1960 byla firma přejmenována na McDonald’s Corporation.
Hlavním artiklem McDonald’s je hamburger. Hamburger není jediným symbolem McDonald’s – řetězec restaurací si vybudoval silnou, rozpoznatelnou značku (ať už vyvolává pozitivní či negativní konotace), je symbolem obchodního úspěchu (za každou cenu), stejně jako několika memetických spojení – Mcdonaldizace, McJob, McLibel apod. Může být podvědomě spojován i s uspěchaným a nezdravým způsobem stravování, obezitou, vysokým cholesterolem apod.
Část restaurací neprovozuje firma přímo, ale poskytuje vlastníkům jednotlivých restaurací tzv. franšízing, což je právo provozovat svou živnost pod jménem McDonald’s. Ve velké většině nevlastní ani objekt restaurace, pouze její vybavení, stroje a zařízení. Mateřská firma zabezpečuje a kontroluje úroveň jednotlivých restaurací a organizuje jejich společnou marketingovou politiku a zásobování.
Od roku 2020 má McDonald’s deváté nejvyšší globální ocenění značky (z deseti největších značek na světě).
V roce 2021 měl McDonald’s 40 031 poboček, oproti tomu konkurenční Subway měl v roce 2022 36 900 poboček.

## Historie

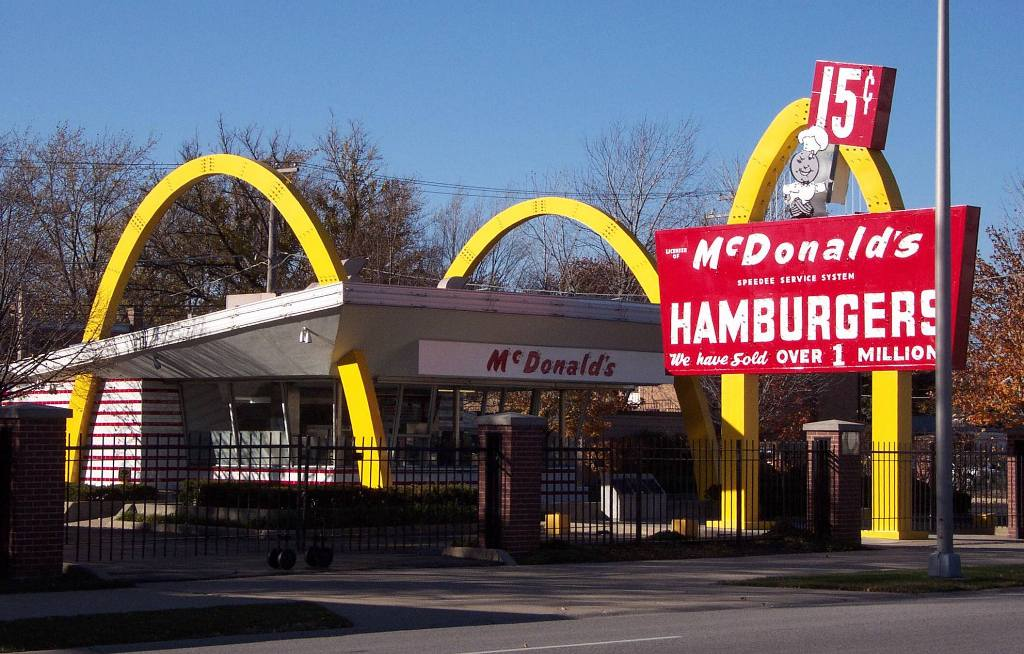
Muzeum McDonaldu, Des Plaines, Illinois, USA

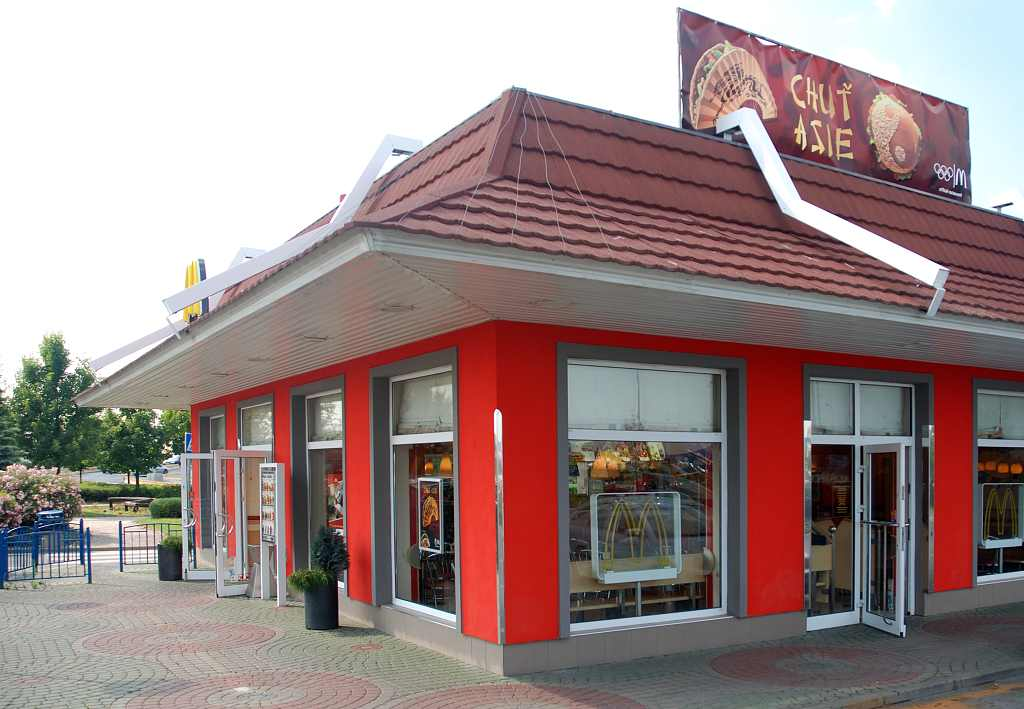
McDonald’s v Praze na Zličíně

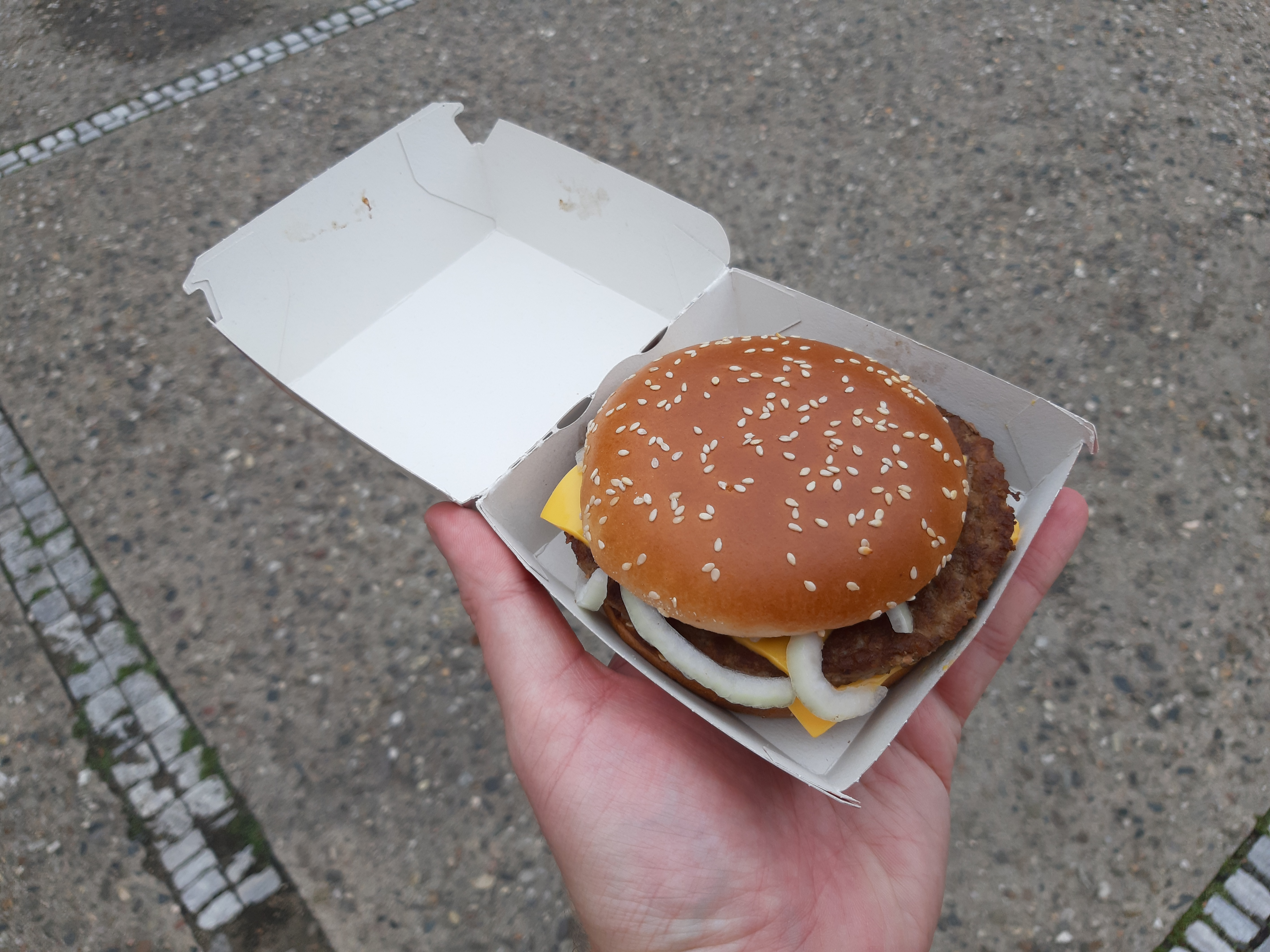
McRoyal

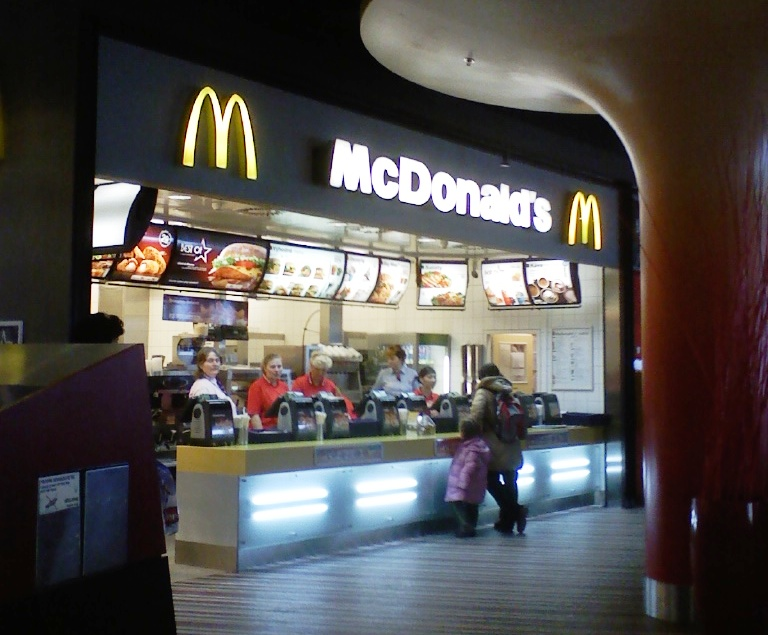
McDonald’s v Praze, v Centru Chodov

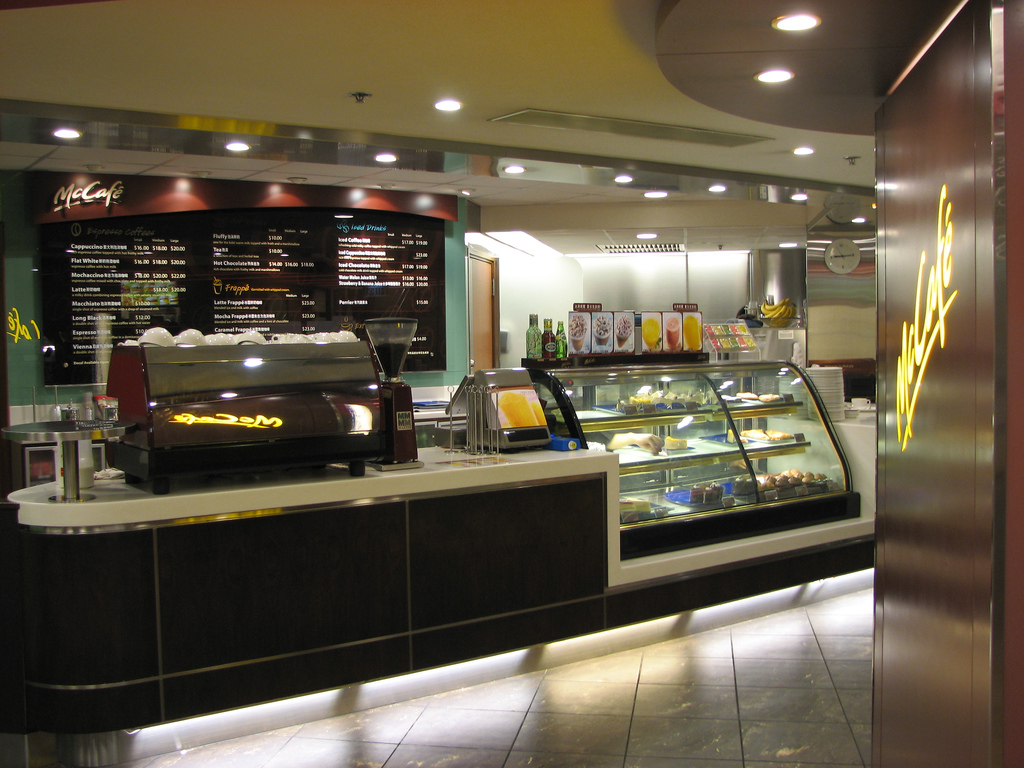
Interier McCafé v Hongkongu

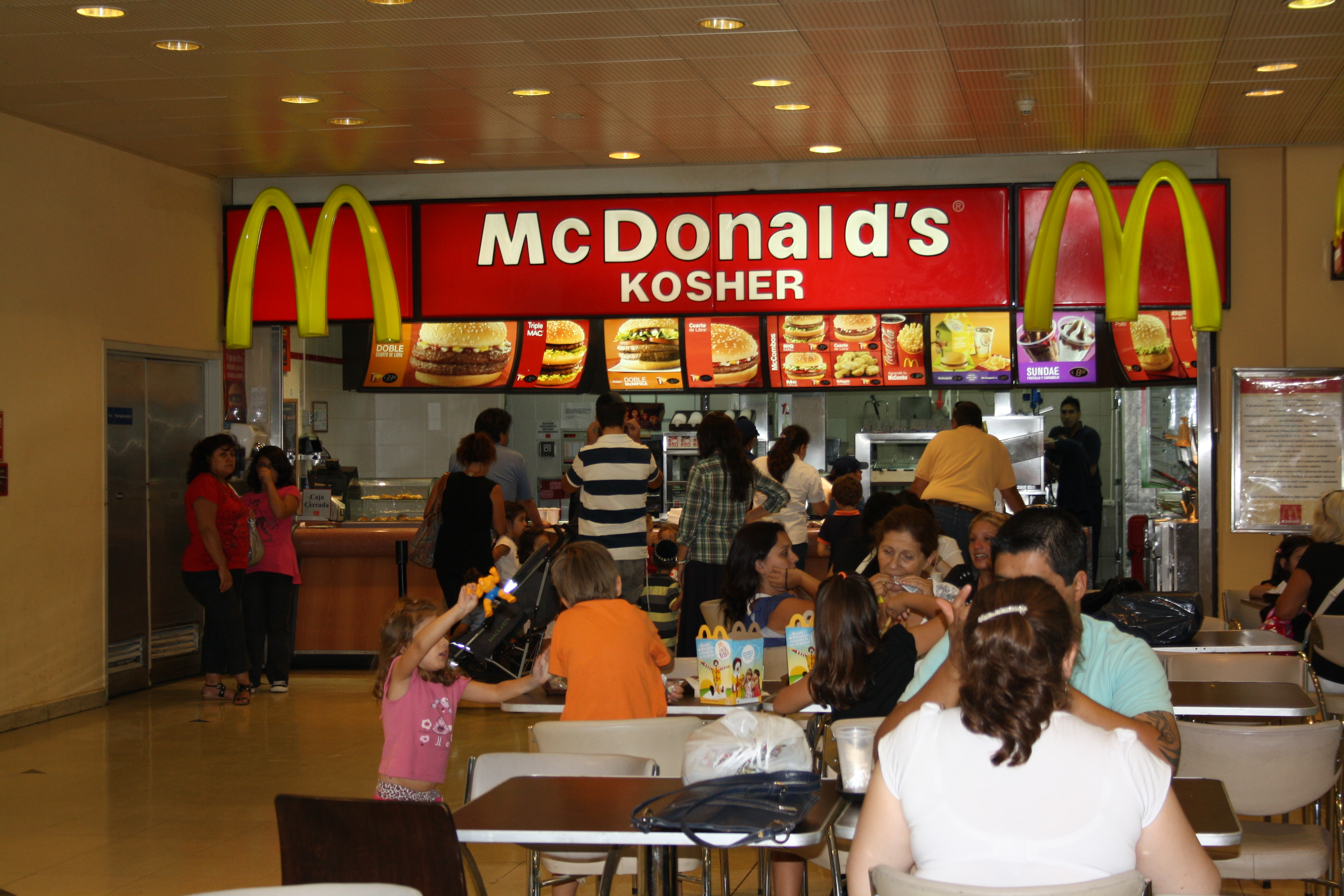
McDonald’s Kosher v Buenos Aires (Argentina)

První restaurace McDonald’s byla založena bratry Richardem a Mauricem McDonaldovými 23. července 1940 v San Bernardinu v Kalifornii. Roku 1955 otevřel českoamerický podnikatel Ray Kroc první restauraci na principu franšízy, celkově to byla devátá restaurace. V roce 1960 byla firma přejmenována na McDonald’s Corporation. Akciovou společností kotovanou na newyorské burze (NYSE) se stala dne 5. ledna 1966. Příjmy společnosti v roce 2007 činily 22,8 miliardy amerických dolarů a čistý zisk byl 3,9 miliardy. Někdejším maskotem byl Ronald McDonald.

### Stručná historie
Společnost byla založena v roce 1940 bratry Richardem a Mauricem McDonaldovými (první restaurace otevřena v San Bernardinu v Kalifornii), v roce 1948 poprvé na světě formulovala principy konceptu „fast food“.
V roce 1954 získal Ray Kroc od bratrů McDonaldových právo jednat jako výhradní franšízový agent.
V roce 1955 otevřel svůj první McDonald’s v Des Plaines, Illinois (nyní muzeum korporace).
V roce 1955 Kroc zaregistroval McDonald’s System, Inc. (v roce 1960 přejmenován na McDonald’s Corporation).
V roce 1961 byla všechna práva ke společnosti plně vykoupena Krocem.

### McLibel
Jako McLibel se označuje letitý soudní proces (s úředním označením McDonald’s Corporation v Steel & Morris [1997] EWHC QB 366) podaným McDonald’s Corporation na environmentální aktivisty Helen Steelovou a Davida Morrise za vydání knížečky What’s wrong with McDonald’s: Everything they don’t want you to know, kritizující McDonald’s v mnoha ohledech ze závažných provinění. Soudní proces měl tři slyšení; první dvě vyhrál McDonald’s, ale poslední skončilo převážným vítězstvím aktivistů.

## McDonald’s ve světě
V roce 2007 měla firma ve 122 zemích přes 30 000 restaurací a obsloužila okolo 47 000 000 zákazníků denně.
V březnu 2022 oznámil McDonald’s dočasné uzavření svých 850 restaurací v Rusku jako reakci na ruskou invazi na Ukrajinu. V květnu téhož roku se McDonald’s z Ruska stáhl úplně. McDonald’s v Rusku pak nahradila síť restaurací Vkusno i točka. V roce 2022 se ze stejného důvodu stáhl McDonald’s také z Běloruska, kde byl nahrazen sítí restaurací Mak.by, mající stejného vlastníka jako Vkusno i točka.

## Hamburger
| Nutriční hodnoty         | Jednotka | Hodnota |
| ------------------------ | -------- | ------- |
| Hmotnost porce           | g        | 106     |
| Energie                  | kcal     | 255     |
| Bílkoviny                | g        | 13      |
| Sacharidy                | g        | 30      |
| Cukry                    | g        | 7       |
| Tuk                      | g        | 9       |
| Nasycené mastné kyseliny | g        | 3       |
| Vláknina                 | g        | 2       |
| Sůl                      | g        | 1,3     |

## McDonald’s v Česku
Síť restaurací McDonald’s je největší provozovatel restaurací rychlého občerstvení v ČR. První restauraci v Československu otevřela společnost McDonald’s 20. března 1992 v Praze ve Vodičkově ulici. Prvním vedoucím tohoto McDonald’s byl Ing. Karel Suk (bývalý ředitel hotelu Vladimír v Ústí nad Labem), kterému náleží ještě jeden primát – dostal první franchisovou restauraci. Od srpna 2022 je generální ředitelkou McDonald’s ČR, SK a Ukrajinu Yuliya Badritdinova.  Pod touto značkou zde bylo v červnu 2019 provozováno 100 restaurací ve velkých městech, u dálnic (s okénkem McDrive, kde není nutno opustit vůz – některé tyto pobočky mají otevřeno non-stop) a v obchodních centrech většinou v rámci tzv. Food Courtu (místa kde je soustředěno více provozoven a zákazník si vybere podle chuti). V Česku je drtivá většina restaurací provozována franšízanty. Zhruba třetina všech restaurací je v Praze. V roku 2024 v Česku počet McDonald´s restaurací dosáhl 128.

### McCafé
Dne 16. července 2009 se otevřela první provozovna McCafé v Česku, na okraji Prahy v restauraci Průhonice I u dálnice D1. McCafé je konceptem kaváren otevíraných obvykle v rámci stávajících restaurací McDonald’s. Uvnitř restaurace mají vyhrazený vlastní prostor, včetně pultu s obsluhou, nabídkou mnoha druhů káv a zákusků a také vlastní stolky s příslušným sezením.   Koncept kaváren McCafé vznikl v roce 1993, kdy bylo otevřeno první McCafé a to v australském Melbourne, v Evropě tento koncept jako první představilo na konci 90. let Irsko. Dnes jsou kavárny McCafé po celém světě. Kavárny se neuvádějí do provozu ve všech restauracích, například pro nákupní centra je podle slov ředitele McDonald’s pro ČR, tento koncept nevhodný.

### Seznam stálé nabídky v Česku
- Hamburger
- Cheeseburger
- Chickenburger
- Chicken Junior
- Double Cheeseburger
- Tasty Cheese
- Big Mac
- McRoyal
- McRoyal Double
- McChicken
- Single Big Tasty Bacon
- Double Big Tasty Bacon
- Veggie Burger
- Snack Wrap
- Crispy Bacon Wrap
- Grilled Italian Wrap
- Veggie Wrap
- McCrispy
- McCrispy Deluxe
- Chicken Nuggets
- Chicken Strips
- Chicken Sharing box
- Crispy Salad
- Grilled Salad
- Veggie Salad

### Vývoj ceny Cheeseburgeru v ČR
Cheeseburger a Big Mac z McDonald’s jsou nejznámějších produkty této globální sítě rychlého občerstvení.
| Rok  | Hamburger | Cheeseburger | Big Mac |
| ---- | --------- | ------------ | ------- |
| 1992 | 19 Kč     | 21 Kč        | 48 Kč   |
| 1993 | 20 Kč     | 22 Kč        | 52 Kč   |
| 1994 | 20 Kč     | 22 Kč        | 49 Kč   |
| 1995 | 20 Kč     | 22 Kč        | 50 Kč   |
| 1996 | 24 Kč     | 27 Kč        | 53 Kč   |
| 1997 | 24 Kč     | 27 Kč        | 56 Kč   |
| 1998 | 24 Kč     | 27 Kč        | 56 Kč   |
| 1999 | 24 Kč     | 27 Kč        | 56 Kč   |
| 2000 | 19 Kč     | 20 Kč        | 56 Kč   |
| 2001 | 19 Kč     | 20 Kč        | 56 Kč   |
| 2002 | 19 Kč     | 20 Kč        | 56 Kč   |
| 2003 | 20 Kč     | 22 Kč        | 56 Kč   |
| 2004 | 24 Kč     | 26 Kč        | 62 Kč   |
| 2005 | 24 Kč     | 26 Kč        | 62 Kč   |
| 2006 | 20 Kč     | 20 Kč        | 62 Kč   |
| 2007 | 20 Kč     | 20 Kč        | 63 Kč   |
| 2008 | 20 Kč     | 20 Kč        | 66 Kč   |
| 2009 | 20 Kč     | 20 Kč        | 67 Kč   |
| 2010 | 20 Kč     | 20 Kč        | 68 Kč   |
| 2011 | 20 Kč     | 20 Kč        | 69 Kč   |
| 2012 | 20 Kč     | 20 Kč        | 70 Kč   |
| 2013 | 20 Kč     | 25 Kč        | 71 Kč   |
| 2014 | 21 Kč     | 25 Kč        | 72 Kč   |
| 2015 | 25 Kč     | 25 Kč        | 74 Kč   |
| 2016 | 25 Kč     | 25 Kč        | 75 Kč   |
| 2017 | 25 Kč     | 29 Kč        | 75 Kč   |
| 2018 | 25 Kč     | 29 Kč        | 83 Kč   |
| 2019 | 25 Kč     | 29 Kč        | 92 Kč   |
| 2020 | 30 Kč     | 33 Kč        | 100 Kč  |
| 2025 | 42 Kč     | 45 Kč        | 109 Kč  |

## McJob
Termín McJob se v angličtině objevil v USA již v 80. letech 20. století. Označuje nepřitažlivé, málo placené činnosti s nevelkými vyhlídkami do budoucna. Původně označoval práci pro McDonald’s, nyní se používá jako pejorativní označení pro práci, kde je typická vysoká fluktuace a snadná nahraditelnost zaměstnanců, nízký plat, mizivé možnosti organizovat se v odborech a nepříliš perspektivní zaměstnání. McDonald’s se však touto definicí cítil poškozen, proto požádal vydavatelství Oxford English Dictionary, nejdůležitějšího výkladového slovníku anglického jazyka, kde je výraz definován od roku 2001, aby bylo heslo odstraněno. Pro podporu svého požadavku dokonce vytvořil on-line petici. V českém Slovníku neologizmů se termín objevil v roce 2004.
V češtině se tento výraz používá zřídka, např. Český národní korpus ho neuvádí.

## Zajímavosti a fakta

### Pobočky v roce 2022 a jejich zajímavosti
- Argentina – první restaurace McDonald’s byla otevřena v Belgranu. Je zde 187 restaurací.
- Austrálie – se stala první zemí v Oceánii a 11. zemí na světě, která otevřela restauraci McDonald’s.
- Brazílie – se stala první zemí v Jižní Americe , která otevřela restauraci McDonald’s. V Brazílii je 560 restaurací.
- Česko – od roku 1992 se u nás postavilo 102 restaurací.
- Čína se stala 51. zemí, která otevřela řetězec restaurací McDonald’s. První restaurace byla otevřena 8. října 1990 v Shenzhenu. Je zde 3500 restaurací McDonald’s.
- Francie se stala 12. zemí na světě, která otevřela restauraci McDonald’s. V současné době je zde 1500 restaurací McDonald’s.
- Holandsko – se stalo 8. zemí na světě a první zemí v Evropě, která otevřela řetězec restaurací McDonald’s. V Nizozemsku je 225 restaurací.
- Hongkong – když byl McDonald’s otevřen v Hongkongu v roce 1975, byl první restaurací, která nabízela čisté a důsledně upravené toalety, což vedlo zákazníky k tomu, aby totéž požadovali od ostatních restaurací a institucí. Následný „donucovací efekt“ velice pozvedl úroveň toalet v celé zemi.
- Indie se stala 93. zemí, která otevřela první restauraci McDonald’s. Společnost uvedla, že do poloviny roku 2013 otevře v Indii restaurace pouze pro vegetariány. V Indii je 300 restaurací.
- Itálie se stala 40. zemí na světě, která otevřela řetězec restaurací McDonald’s. Je zde 682 restaurací.
- Japonsko – jedna z prvních zahraničních zemí, která otevřela restauraci McDonald’s (1971). Jejich počet je asi až 2900. První otevřená restaurace v Japonsku se rozkládala na ploše pouhých 150 m2.
- Kanada – je vůbec první ze zahraničních zemí, kde byly otevřeny restaurace McDonald’s.
- Německo se stalo 10. zemí na světě, která otevřela síť restaurací McDonald’s. První restaurace byla otevřena v západním Německu 22. listopadu 1971 a ve východním Německu v roce 1991. V současné době je zde 1500 restaurací McDonald’s.
- Polsko – v Polsku je 500 restaurací McDonald’s.
- Rusko – první ruská restaurace společnosti (tehdy největší na světě, nyní největší v Evropě) byla otevřena v Moskvě na Puškinově náměstí 31. ledna 1990 a stala se skutečnou senzací: abyste se do ní dostali, museli jste stát ve frontě několik hodin. V současné době je zde 755 restaurací McDonald’s. Z důvodu Ruské invaze na Ukrajinu a jeho válečných zločinů proti lidskosti se rozhodlo vedení od 09.03.2022 uzavřít všechny tyto pobočku a odejít z Ruska.
- Slovensko – od roku 1995 se zde postavilo 35 restaurací.
- Slovinsko – od roku 1993 se zde postavilo 25 restaurací.
- Spojené království se stalo 17. zemí na světě, která otevřela restauraci McDonald’s. Je zde 1400 restaurací McDonald’s.
- Turecko se stalo první zemí na Blízkém východě , která otevřela restauraci McDonald’s. 250 poboček.
- Ukrajina – od roku 1997 se na Ukrajině postavilo 109 restaurací. Restaurace na kyjevském Nádražním náměstí, se již druhým rokem po sobě umístil na 2. místě mezi více než 34 000 McDonald’s na světě z hlediska počtu návštěvníků a snížil vzdálenost na 1. místo o 30 %. McDonald’s pozastavil provoz ve svých korporátních prodejnách na Krymu poté, co Rusko anektovalo poloostrov v roce 2014.
- USA – v domovském státě má společnost více než 14 000 poboček.
- Vietnam – od roku 1993 se zde postavilo 25 restaurací.

### Kritika
McDonald’s je často vykreslován jako negativní příklad globalizace. Kanadský spisovatel Douglas Copeland v knize McJob vymyslel termín „mcjob“, což znamená dílo s nízkou prestiží. Díky své oblíbenosti se slovo dostalo i do anglických slovníků Webster a Oxford.

### Fakta
- Podle společnosti se více než 83 % produktů prodávaných v restauracích nebo používaných jako suroviny vyrábí v zemi, kde se restaurace nachází.
- Nabídka restaurací se skládá z hamburgerů (včetně "Big Mac"), sendvičů, hranolků, dezertů, nápojů a dalších. Ve většině zemí světa prodávají pivo řetězce restaurací.
- Téměř 100 % akcií společnosti je volně obchodováno.
- Velikost a složení porcí se může v jednotlivých zemích velmi lišit. Důvodem je franchising.
- Ve Spojených státech amerických se uvádí, že průjezdy tvoří 70 procent tržeb.
- Koncept doručování na vyžádání společnosti McDonald’s, který začal v roce 2017 partnerstvím s Uber Eats a přidal DoorDash v roce 2019 (s vybranými místy přidali Grubhub v roce 2021). Celkový objem tržeb z doručování představuje až 3 % všech obchodů od roku 2019.
- Tržby ve výši 100 miliard dolarů generované společnostmi vlastněnými a franšízovými restauracemi McDonald’s v roce 2019 představují téměř 4 % z odhadovaných 2,5 bilionu dolarů celosvětového restauračního průmyslu (proto se mu v USA přezdívá největší realitní společnost na světě).
- McDonald’s se stal symbolem globalizace, někdy označovaný jako „ McDonaldizace “ společnosti.
- Noviny The Economist používají „Big Mac Index“: srovnání nákladů na Big Mac v různých světových měnách, dle nich lze použít k neformálnímu posouzení parity kupní síly těchto měn.
- Švýcarsko má od července 2015 nejdražší Big Mac na světě, zatímco zemí s nejlevnějším Big Macem je Indie, (pro maharadžský Mac), dalším nejlevnějším Big Macem je Hong Kong.
- V listopadu 2020 společnost McDonald’s oznámila McPlant, rostlinný hamburger, spolu s plány na vývoj dalších položek menu s alternativním masem, které se rozšíří o kuřecí náhražky a snídaňové sendviče. [87] [88] Toto oznámení přišlo po úspěšném testování rostlinných náhražek masa Beyond Meat.

### Sandiegský masakr
Dne 18. července 1984 se v sandiegské filiálce McDonald’s odehrál masakr. Do restaurace přišel nedávno propuštěný soukromý agent James Oliver Huberty. Vytáhl zbraň a začal střílet. Zabil 21 zákazníků. Byl zastřelen odstřelovačem. Hubertyho manželka podala na agenturu i na McDonald’s žalobu, ta však byla zamítnuta.

### Obchodní model
- Společnost vlastní všechny pozemky, na kterých se nacházejí její restaurace.[zdroj?]
- Společnost vydělává významnou část svých příjmů z plateb nájemného od franšízantů.
- McDonald’s je největším soukromým provozovatelem dětských hřišť v USA a zároveň jediným největším odběratelem hovězího, vepřového, brambor a jablek. Výběr masa, které McDonald’s používá, se do určité míry liší v závislosti na kultuře hostitelské země.